# Мате, Асасиа
Асасиа Мате (порт. Acacia Mate) — мозамбикская легкоатлетка, выступавшая в беге на средние дистанции. Участница летних Олимпийских игр 1980 года. Первая женщина, представлявшая Мозамбик на Олимпийских играх.

## Биография
Асасия Мате в 1980 году вошла в состав сборной Мозамбика на летних Олимпийских играх в Москве. В беге на 400 метров заняла последнее, 8-е место в четвертьфинальном забеге, показав результат 1 минута 0,90 секунды и уступив 8,28 секунды попавшей в полуфинал с 3-го места Гражине Ольшевской из Польши. В беге на 800 метров заняла 7-е место среди 8 участниц четвертьфинального забега, показав результат 2.33,35 и уступив 32,22 секунды попавшей в полуфинал с 4-го места Эльжбете Католик из Польши.
Мате стала первой женщиной, представлявшей Мозамбик на Олимпийских играх.

## Личные рекорды
- Бег на 400 метров — 58,4 (1988)[3]
- Бег на 800 метров — 2.19,4 (1988)[3]